# 美林邨
美林邨（英語：Mei Lam Estate）是香港的一條公共屋邨，位於新界沙田區美田路30號，是沙田區第五個、也是全港第106個公共屋邨，於1981年開始正式入伙，毗鄰美城苑、美苑、美田邨和城門河道。屋邨項目編號為ST06，已列入擴展市區配屋區內。
美林邨由房屋署總建築師彭玉陵和周修德、高級建築師江焯勳及建築師伍灼宜聯手設計。美林邨第一期於1982年獲香港建築師學會年獎優異獎，而第三期的美林室內運動場更於1987年獲得香港建築師學會年獎銀牌獎，為極少數同一個項目可以獲兩次香港建築師學會年獎的建築設計項目。亦因如此，當年不少國家的工務部門訪港代表團，亦曾經參觀美林邨。

## 簡介
美林邨原名為「梅林邨」，佔地6.38公頃，是屬於中型租住公屋和居者有其屋計劃的屋邨，而且備有完善的社區設施，包括購物區、學校、社會福利和康樂設施，居民日常生活可以自給自足，這概念在當時的公屋設計是相當前衛的。美林邨於1982年11月17日舉行開幕禮，並由港督尤德爵士主持。
此邨在建成初期，主要接收在鄰近的下城門道房屋區（即現今的美田邨及培僑書院，在1990年才拆卸）住滿一定年期的680戶居民，然後才是輪候冊人士。此外，美桃樓座向較佳的單位，在首次分配時預留予基層公務員。
屋邨外圍有道路系統，而邨內樓宇和社區設施之間用橫貫式行人通道相連。
值得一提的是，位於此邨的美槐樓是全港首座動工興建的Y型大廈。

## 屋邨資料
美林邨總共有4座大廈，採用四種不同標準建築樓宇類型，均屬1980年代早期常見公屋之建築設計樓宇類型。另外美林邨所有樓宇（不包括毗鄰的美城苑）名稱中間（美〇樓）部首均以木部及樹木名稱命名（另一個例子為將軍澳景林邨）。

### 樓宇
| 樓宇名稱（座號） | 樓宇類型                      | 落成年份 | 層數                  | 每層伙數                              | 每座單位總數（伙） | 建築師                                                        | 承建商                      | 升降機合約及首次安裝的型號                     | 翻新後採用的升降機廠商 |
| ---------------- | ----------------------------- | -------- | --------------------- | ------------------------------------- | ------------------ | ------------------------------------------------------------- | --------------------------- | ---------------------------------------------- | ---------------------- |
| 美楓樓（第1座）  | 兩座相連「I」字型             | 1981年   | 18                    | 54（3-19樓）                          | 918                | 房屋署總建築師彭玉陵、周修德、 高級建築師江焯勳、建築師伍灼宜 | 新昌營造 （地基為金門建築） | 富士達 Superdyne（SDN，AC/2）                  | 迅達 5500（VVVF）      |
| 美桃樓（第2座）  | 三座相連工字型 （第二代設計） | 1982年   | 26（A及C座） 28（B座) | 44（2-26樓） 14（27-28樓） 42（14樓） | 1126               | 房屋署總建築師彭玉陵、周修德、 高級建築師江焯勳、建築師伍灼宜 | 新昌營造 （地基為金門建築） | 富士達 Royal Superdyne（RSDN，ACVV）           | 迅達 5500（VVVF）      |
| 美楊樓（第3座）  | 舊長型 （中央走廊式，連接F）  | 1981年   | 20                    | 54                                    | 1080               | 房屋署總建築師彭玉陵、周修德、 高級建築師江焯勳、建築師伍灼宜 | 新昌營造 （地基為金門建築） | 富士達 Superdyne（AC/2）                       | 迅達 5500（VVVF）      |
| 美槐樓（第4座）  | Y1型                          | 1985年   | 35                    | 36                                    | 1226               | 房屋署總建築師彭玉陵、周修德、 高級建築師江焯勳、建築師伍灼宜 | 煥利建築                    | 迅達 Miconic V Transistronic M（M-V/TMDC，DC） | 迅達 7000（VVVF）      |

（註：因發展計劃內的第5、6座已經轉作居者有其屋計劃屋苑美城苑的關係，而第7座本身為美城苑樓宇，故此略去有關座號。上述座號是以房屋署Estate Property的記錄為依歸。）

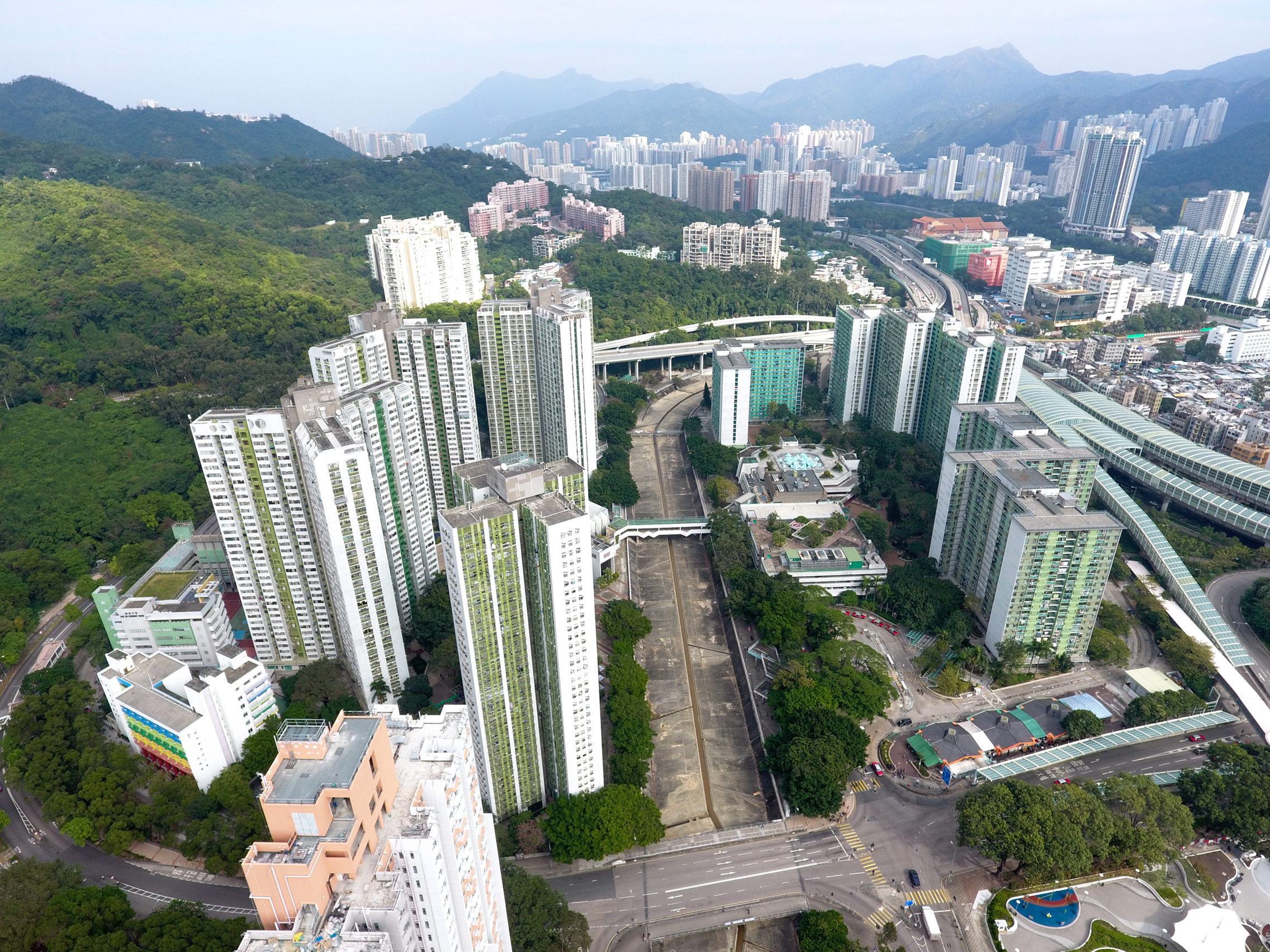
俯瞰美林邨及美城苑
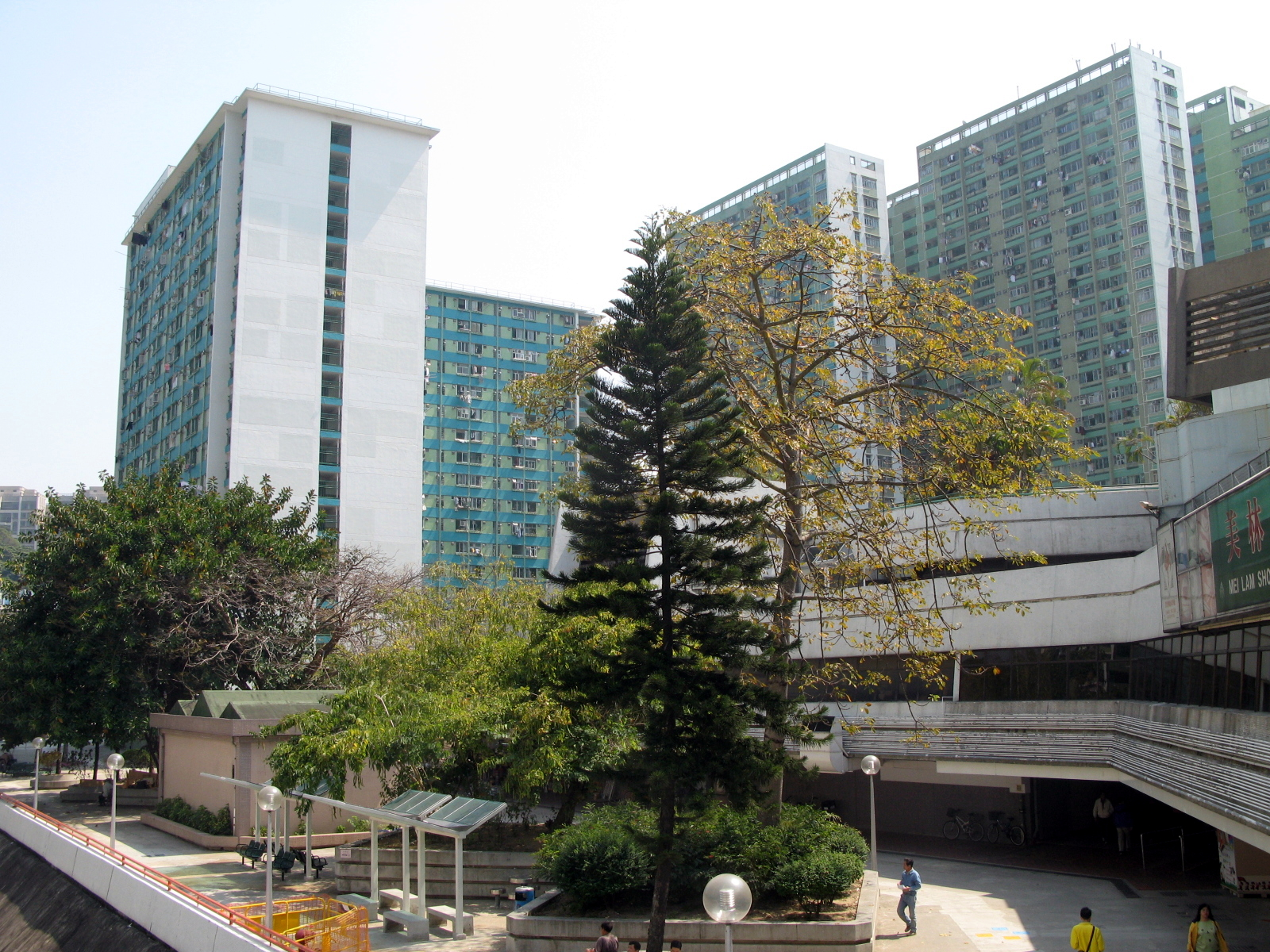
美林邨第一期樓宇（2008年3月）
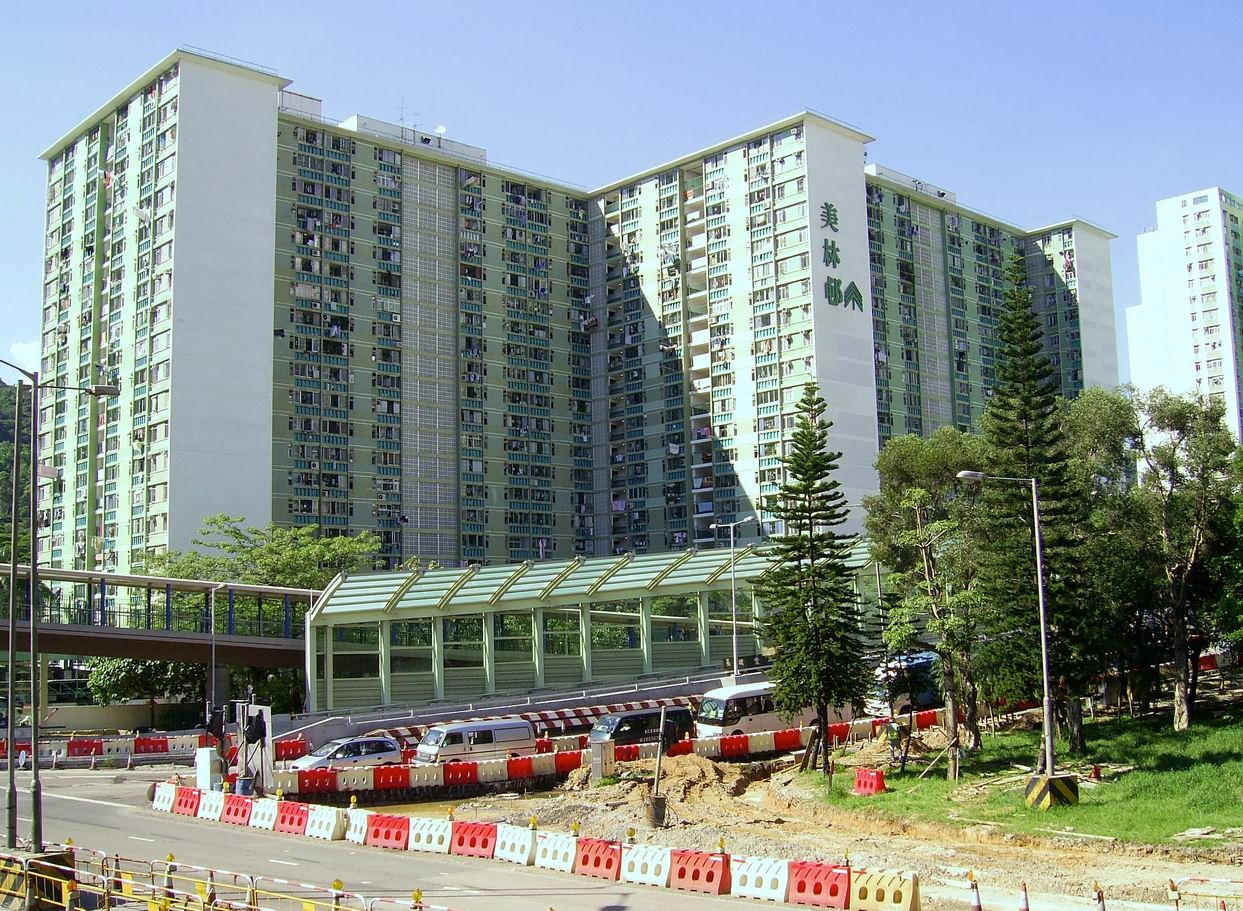
屬兩座相連「I」字型樓宇的美楓樓（2008年6月）
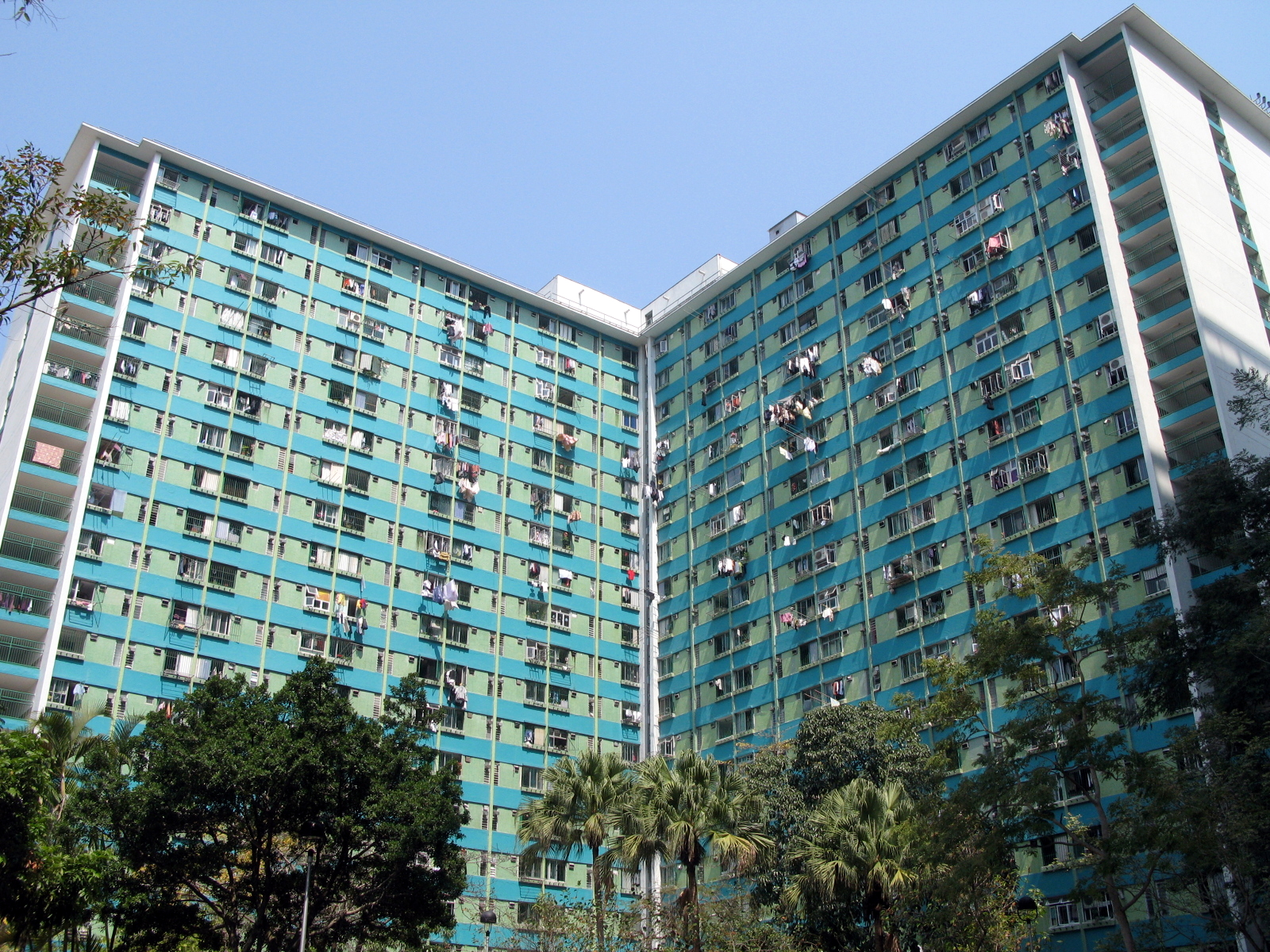
屬舊長型大廈的美楊樓（2008年3月）
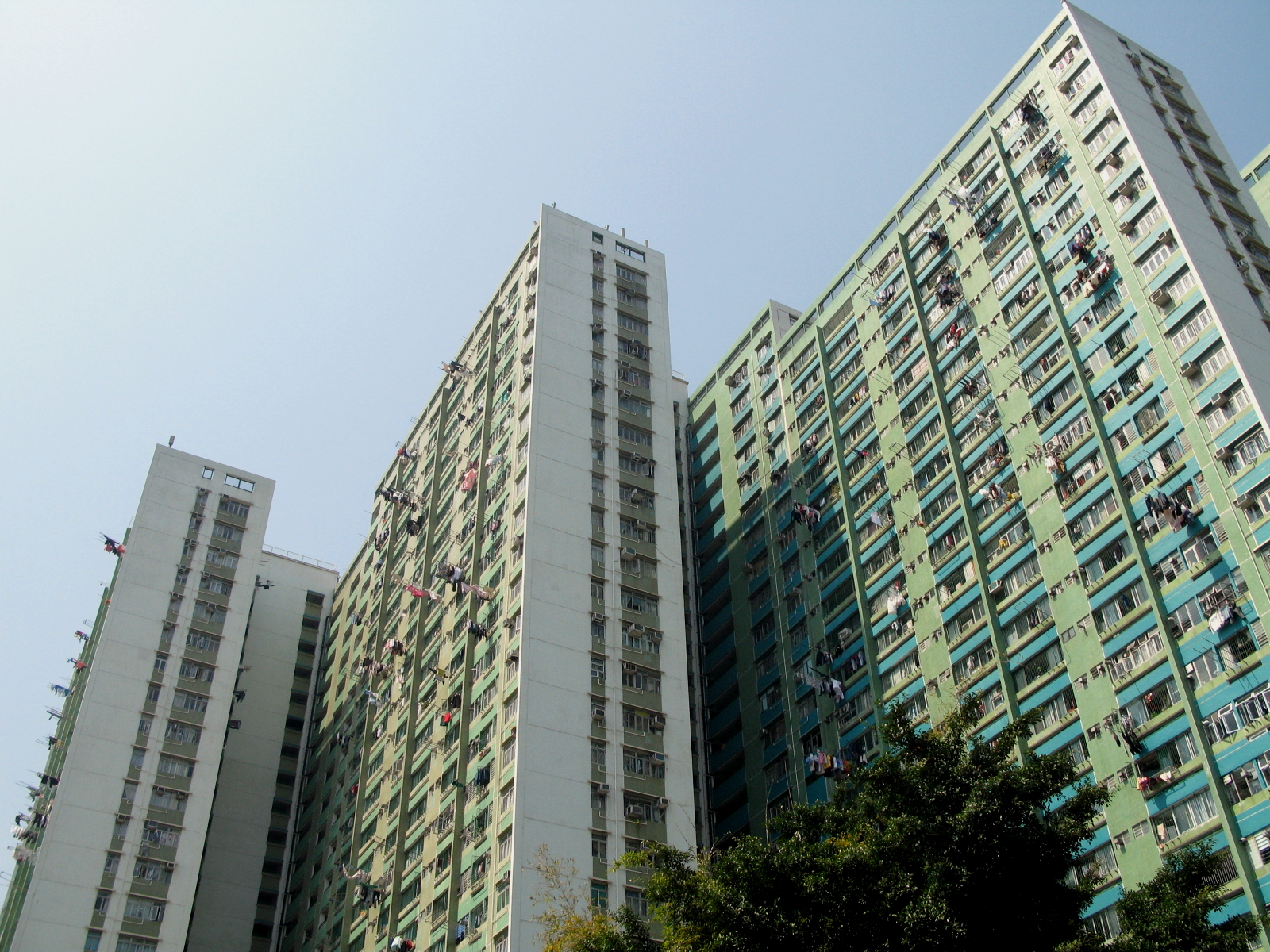
屬三座相連工字型樓宇的美桃樓（2008年3月）

### 設計
美林邨如同其他公營房屋項目、受嚴格的成本預算限制，而且沿用標準大廈設計圖則，故此在住宅建築上較為難以突破創新。不過建築師在設計美林邨時候，顧及了在地環境因素，並在意念及佈局方面下了不少心思，譬如於1979年（屋邨興建期間）率先採用「平面式人車分隔」設計，即是限制從外來的車輛於屋邨範圍內上落乘客及駛進屋邨內，並且運用邨內空間作為休憩及綠化之用，並且種植植物、希望將屋邨與馬路作分隔，務求為住戶及訪客營造優美環境；這些設計意念在當時公營房屋可謂新穎。另外，由於設計或巧合，美林邨和美城苑建築群在高空看起來是一個心形。

## 屋邨設施

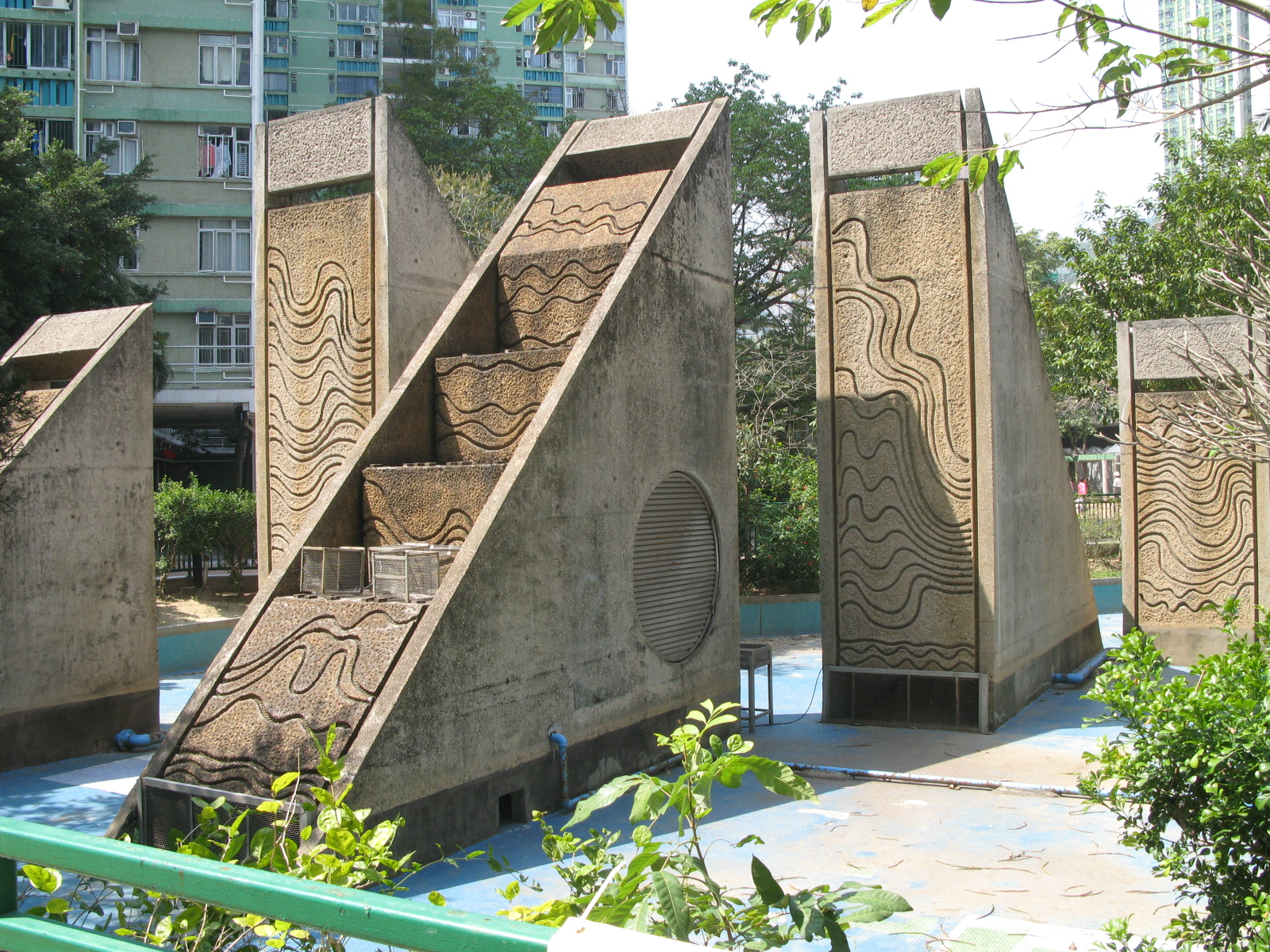
美林邨已荒廢的水池（2008年3月）

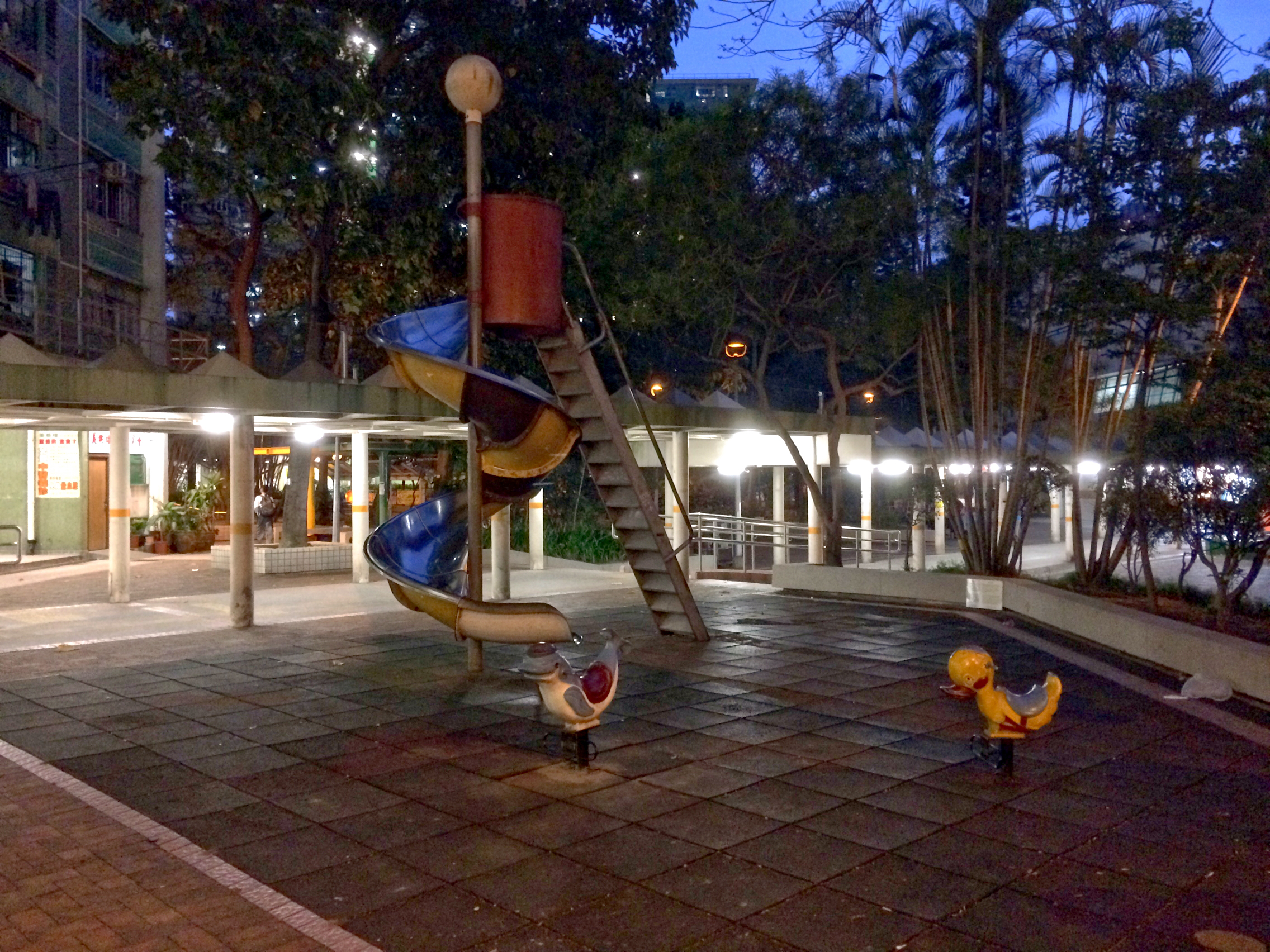
美林邨曾經設有一條逾3米高，全港僅存的旋轉型鐵滑梯，於2015年4月起被圍封至2017年2月。到2017年3月1日被拆毁

### 美林商場

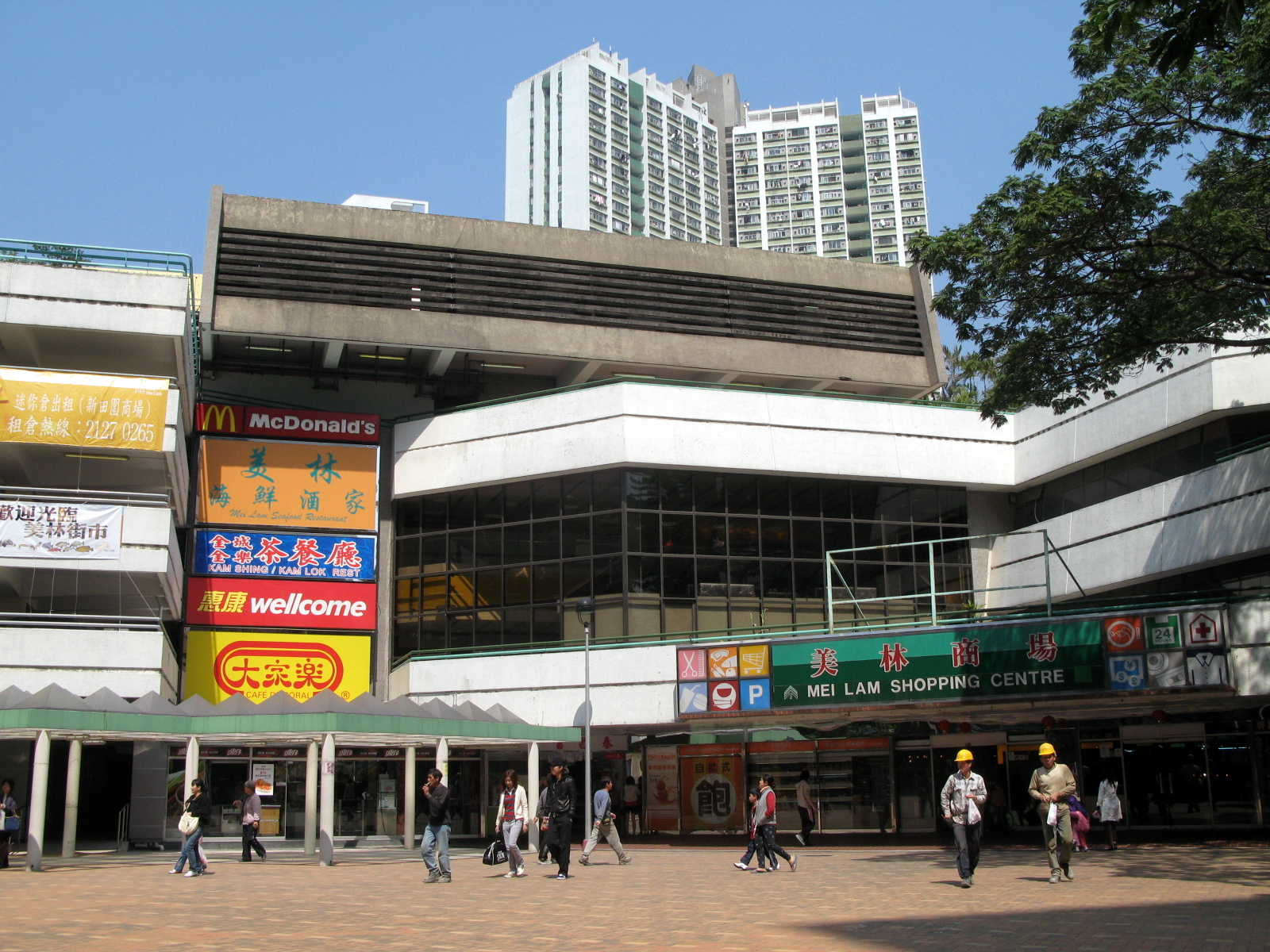
美林商場外貌（2008年3月）

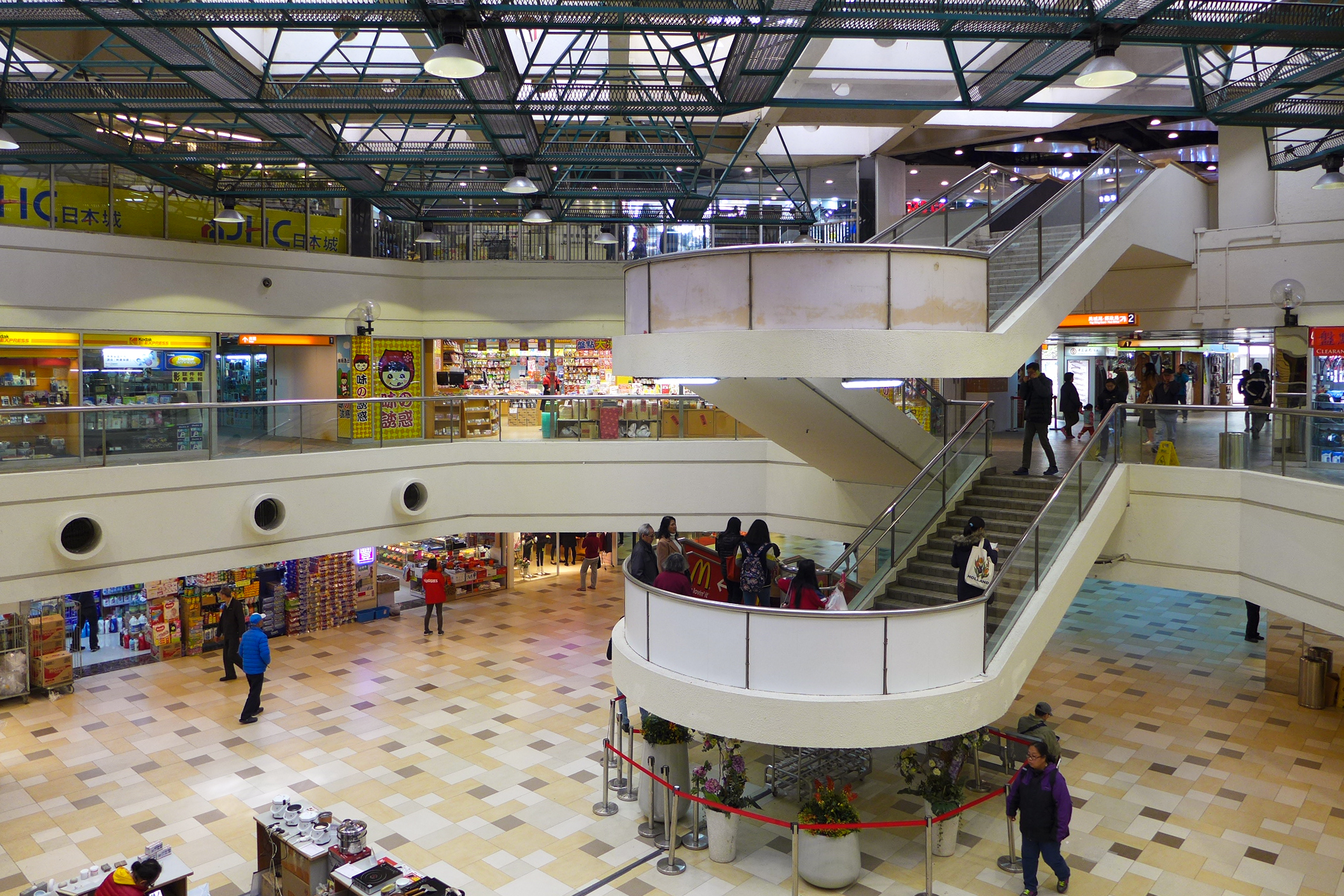
美林商場中庭（2017年2月）

美林商場，是一個具空調的室內商場，與屋邨一同於1981年落成。美林商場樓高3層，可出租面積約6,800 m2（73,000 sq ft），有逾50多個商舖，地下一層有超級市場、藥房、麵包店、文具店等，二樓則是各類食肆、照相館、賣鞋賣衫的店舖、診所、髮型屋、影視店、郵局、銀行等，三樓是酒樓，四樓則是辦事處。
美林商場以八角形的大堂為核心，沿長廊分佈在上下兩層，天台為梯級形公園，利用天窗將天然光線引入下面的大堂，金字塔型的天窗成為公園特色，並設有橫跨城門河的天橋直達第二期及體育館，成為邨內居民的聚集地。建築師在綠色的基調中運用金字塔形、方形圖案和鮮艷色彩，營造出美林邨的獨特個性。
美林商場除了美林邨居民使用外，同時方便鄰近的美城苑、美松苑、美田邨居民使用，甚至部份翠景花園、恆峰花園居民也前來購物，因此本商場的使用量甚高，多年來甚少有吉鋪的情況出現。
美林商場已於2005年被分拆出售並交由領展管理；於2014年下旬完成翻新工程。

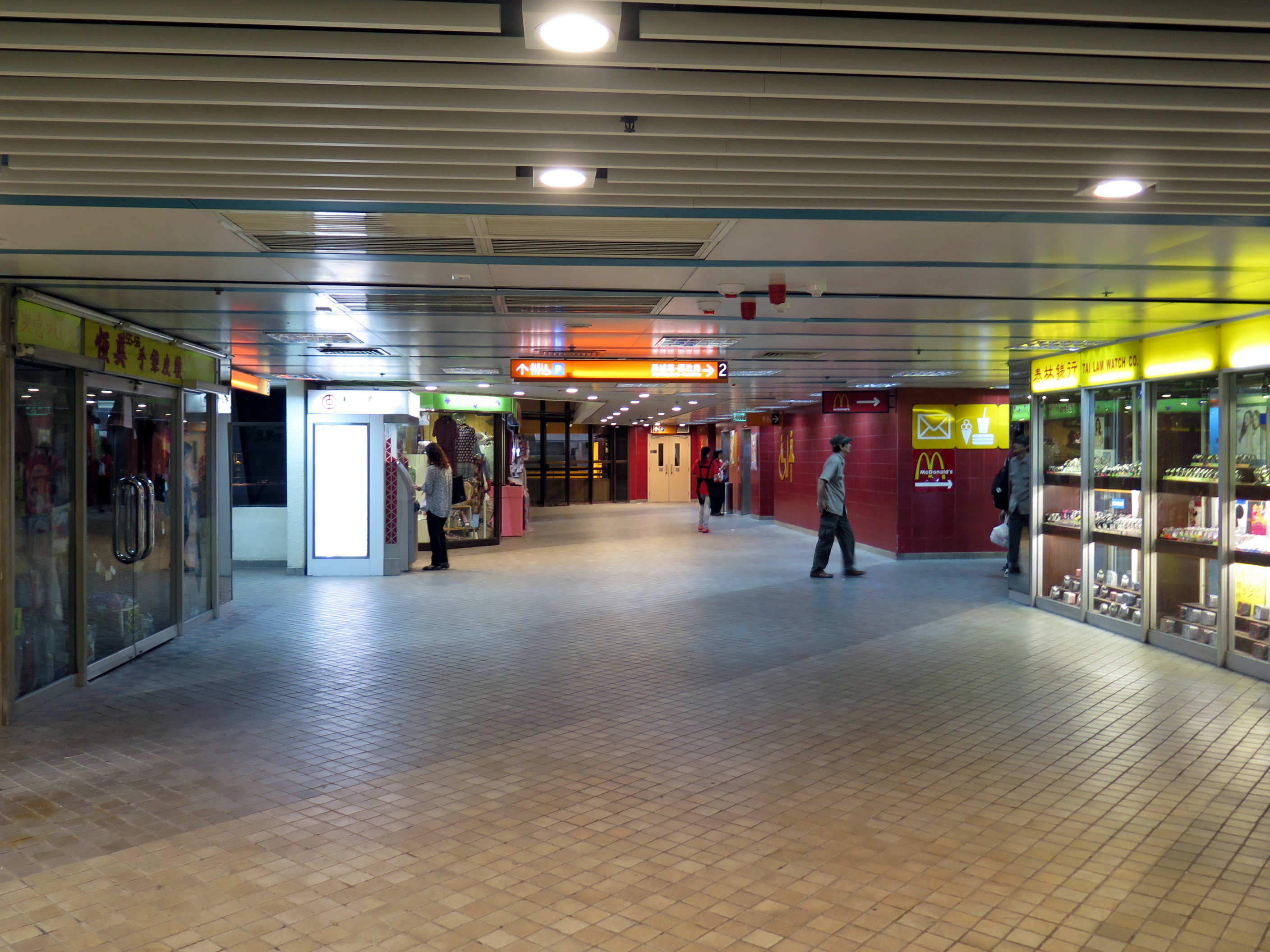
美林商場2樓（2015年4月）
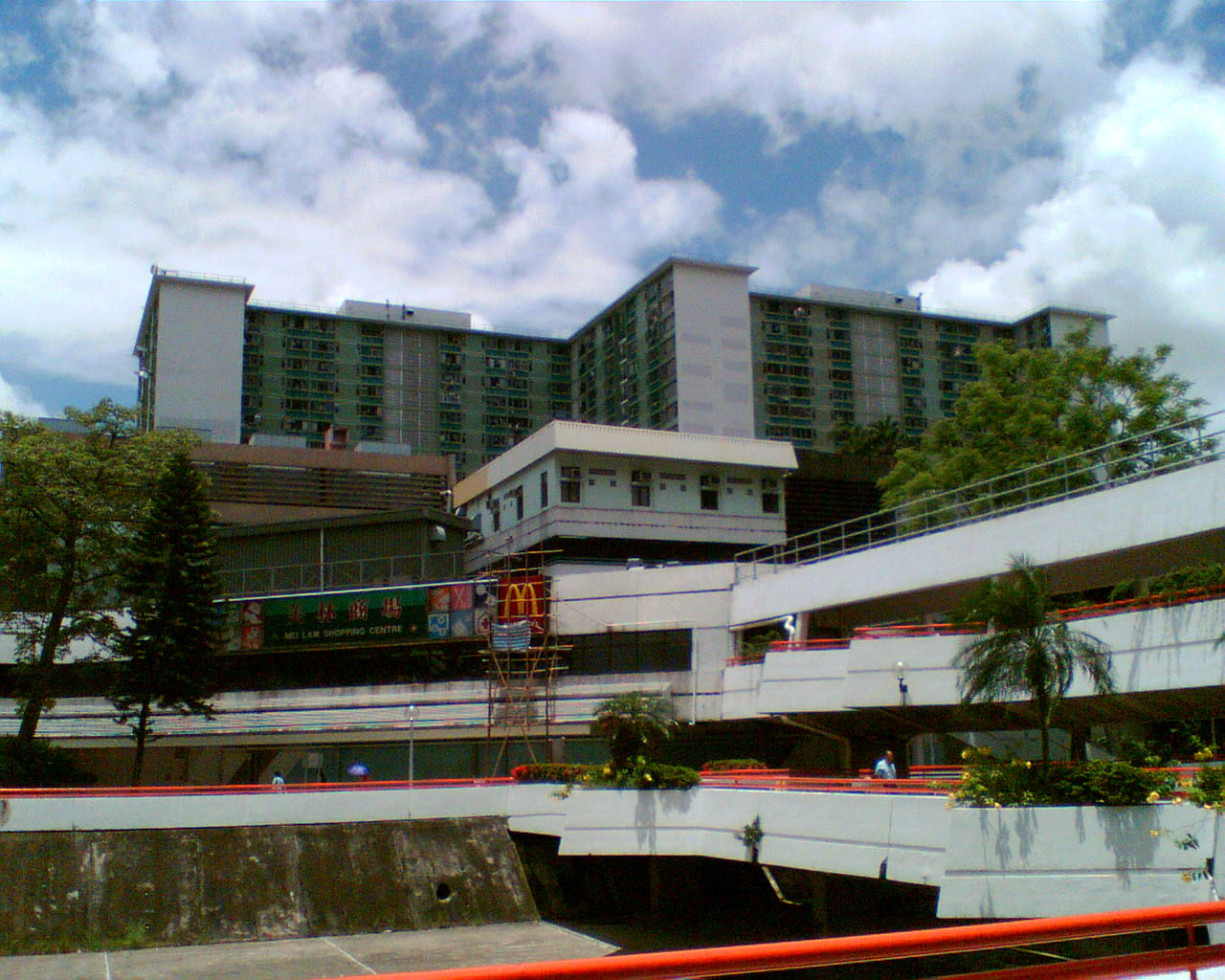
跨河天橋（2006年7月）
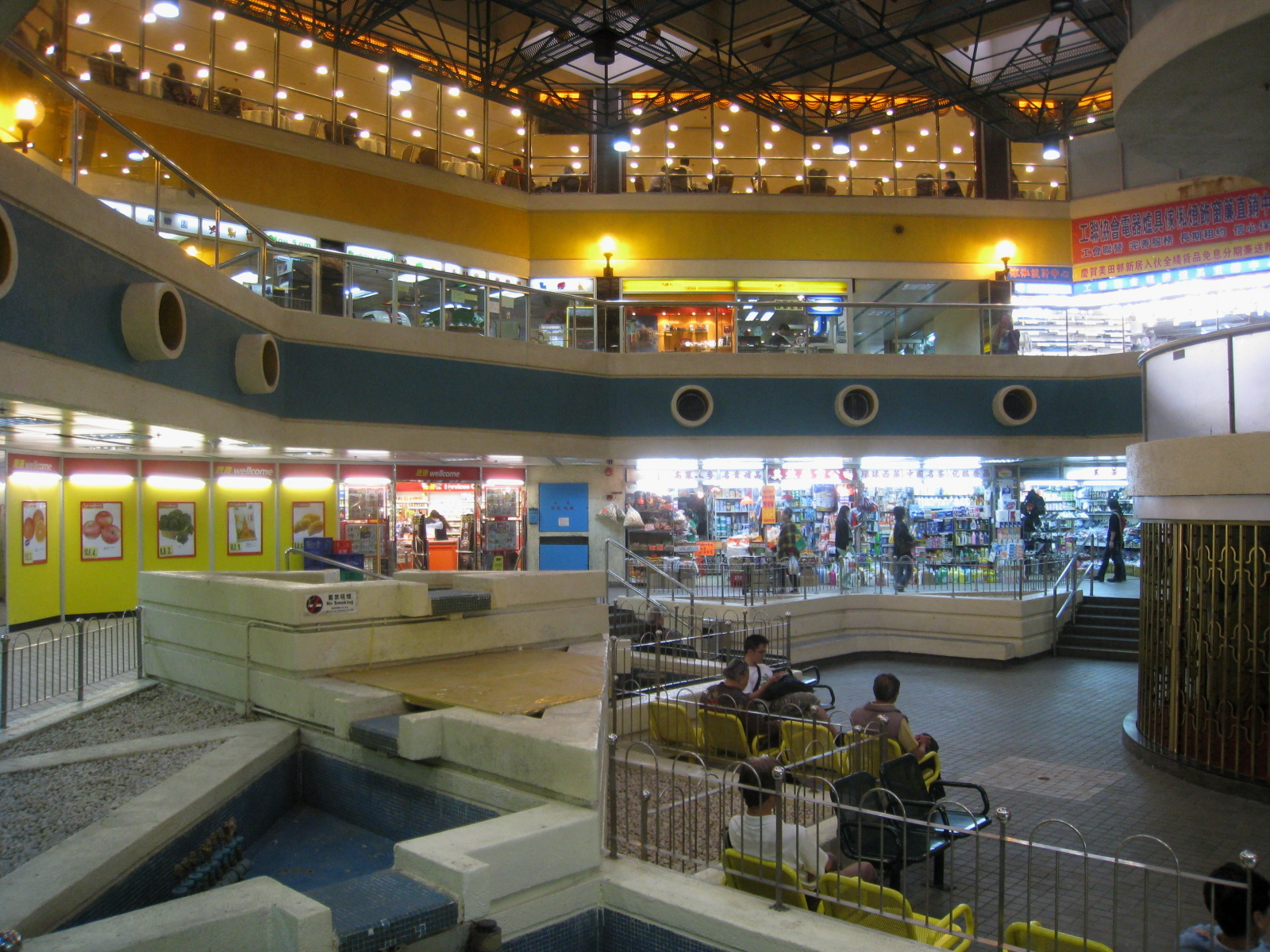
翻新前的美林商場（2009年4月）
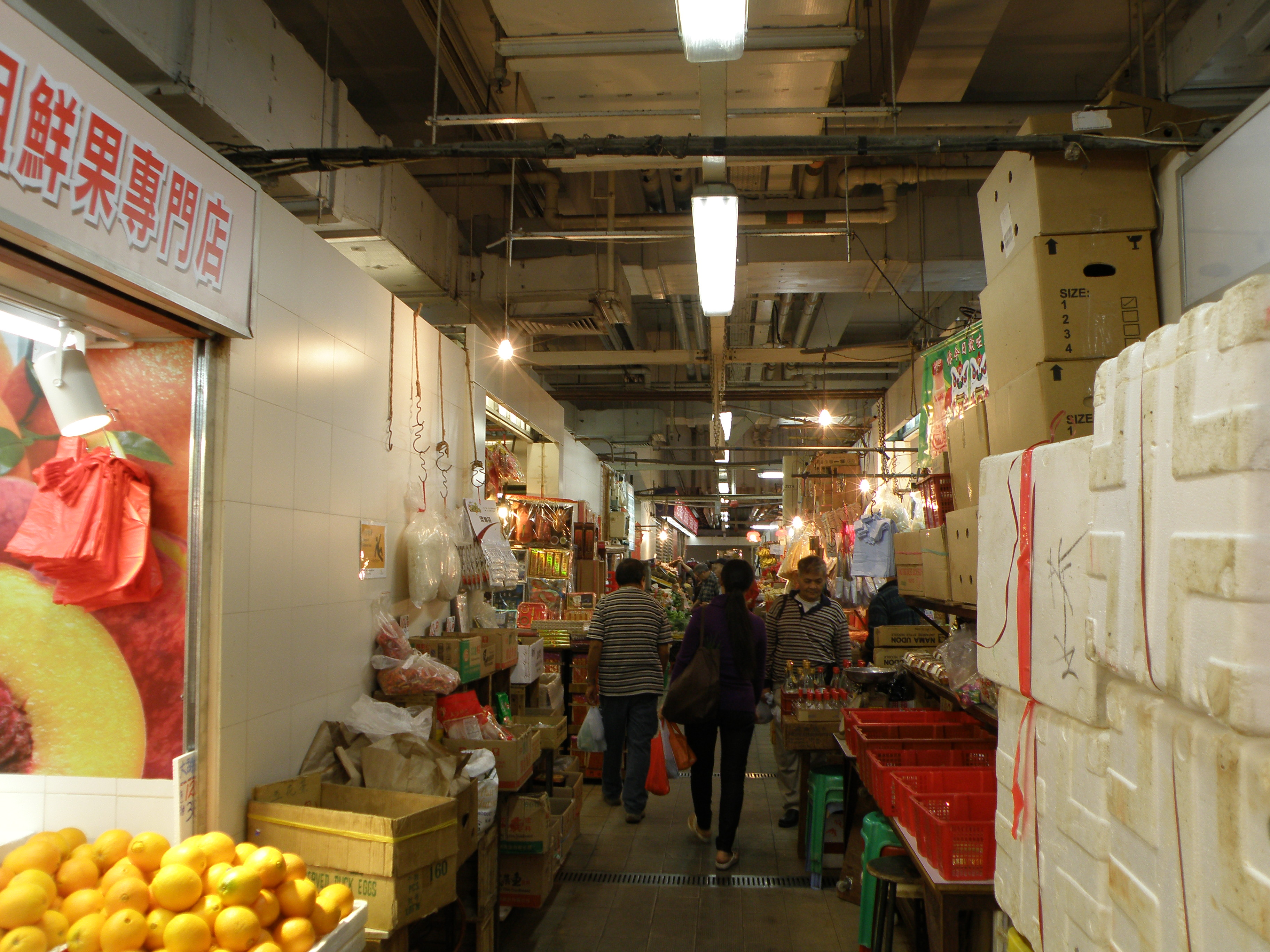
美林街市（2015年1月）

### 熟食亭
美林邨內共有三個「冬菇亭」大牌檔，可惜自2006年開始丟空。到了2007年獲投資者斥逾千萬港元改裝，加設豪華水晶燈、維多利亞時代色彩鐵閘、LED環保燈、日本琉璃瓦屋頂及活動天幕等，令死氣沉沉的冬菇亭變身為「豪華大牌檔」。冬菇亭於2008年2月試業，由單一食肆集團租用，分別改建為茶餐廳、茶樓及海鮮酒家，足以容納1000名食客。不過該食肆已於2017年2月結業。截止2022年 現時兩間店舖分別為茶餐廳及甜品店。

### 停車場
美林邨內共有兩座多層停車場，一座位於美林商場旁美林街市上層，另一座位於美林體育館旁。

### 社區服務設施

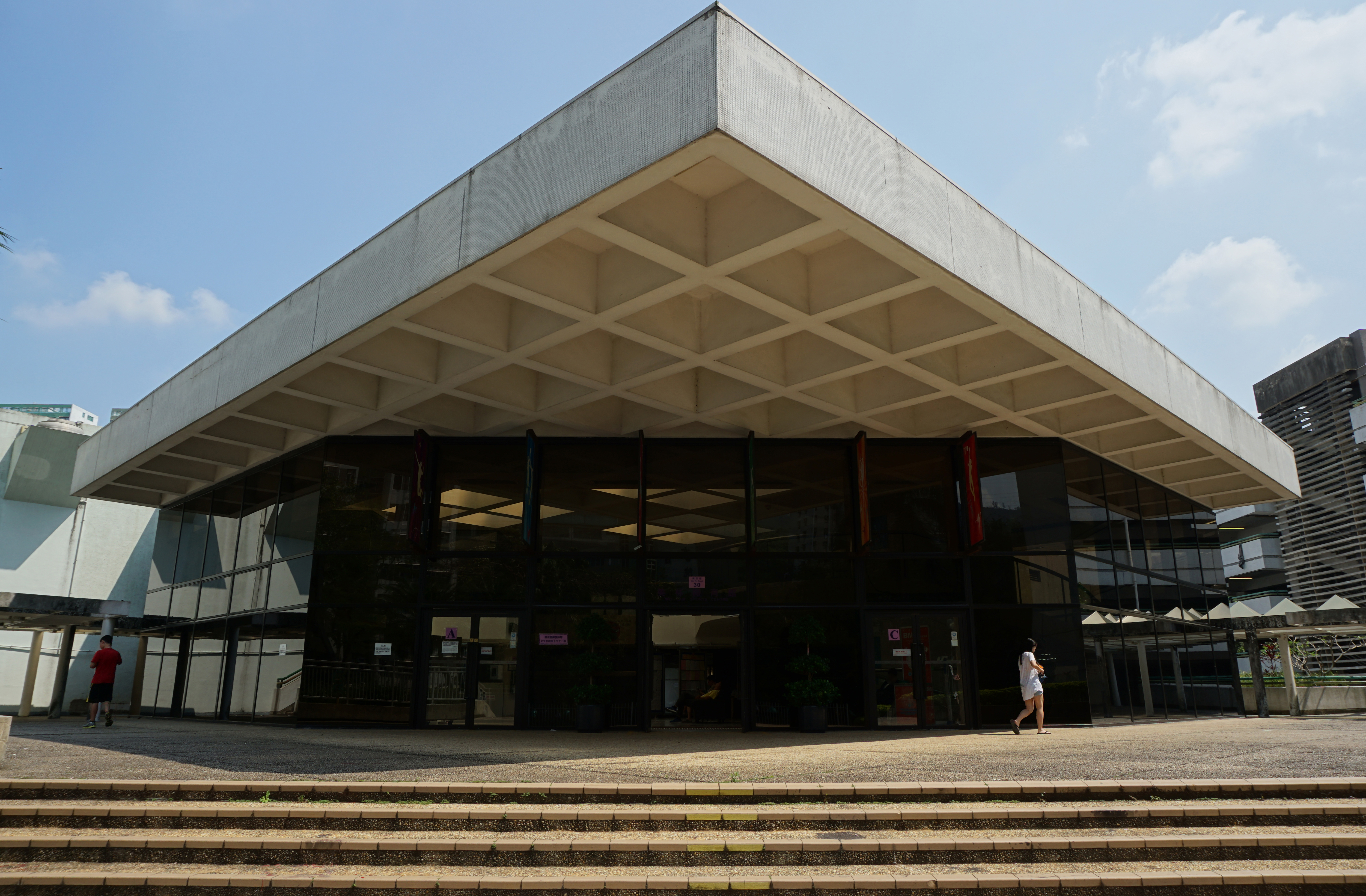
美林體育館（2017年4月）

- 美林社區會堂
- 美林體育館

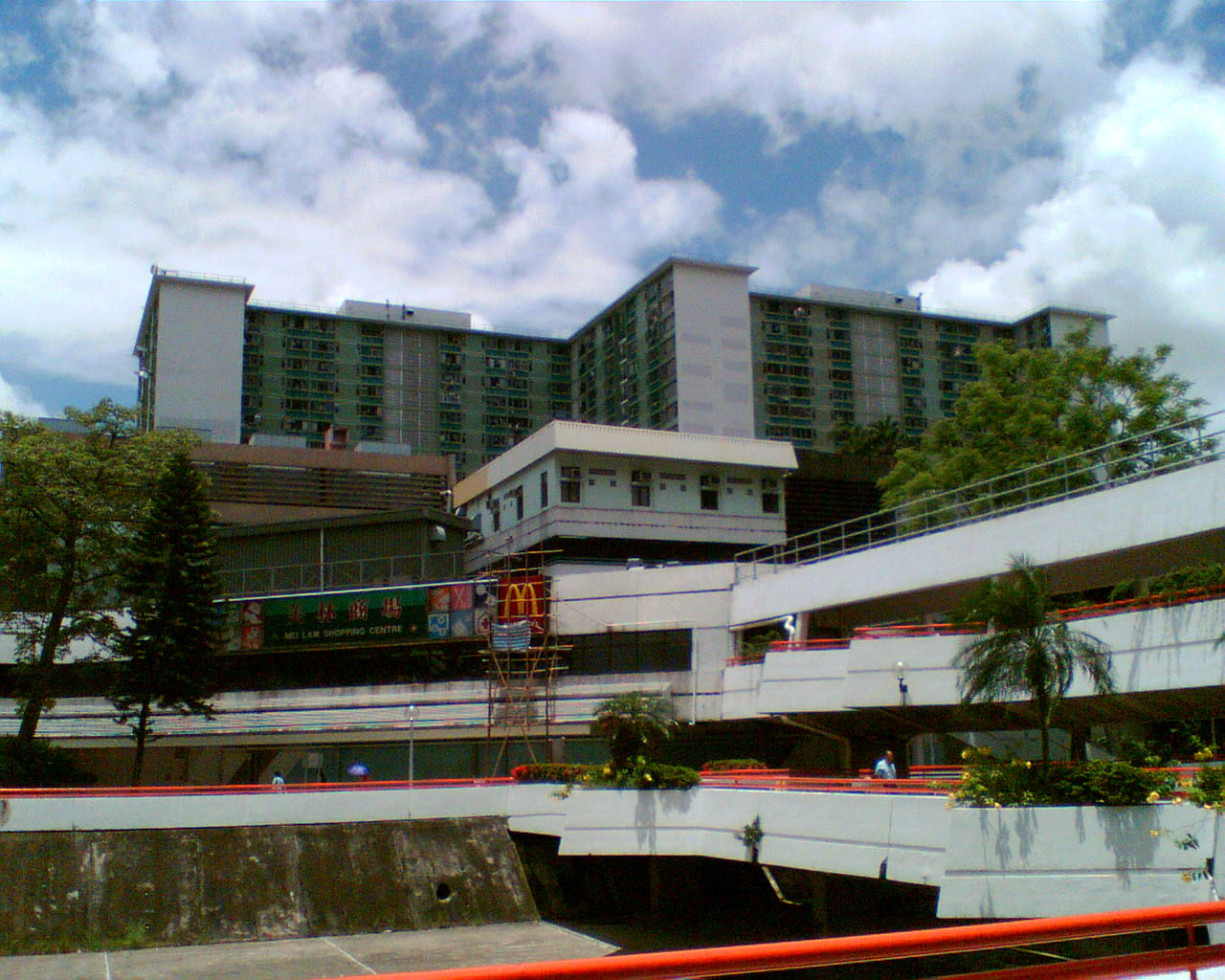
跨河天橋（2006年7月）
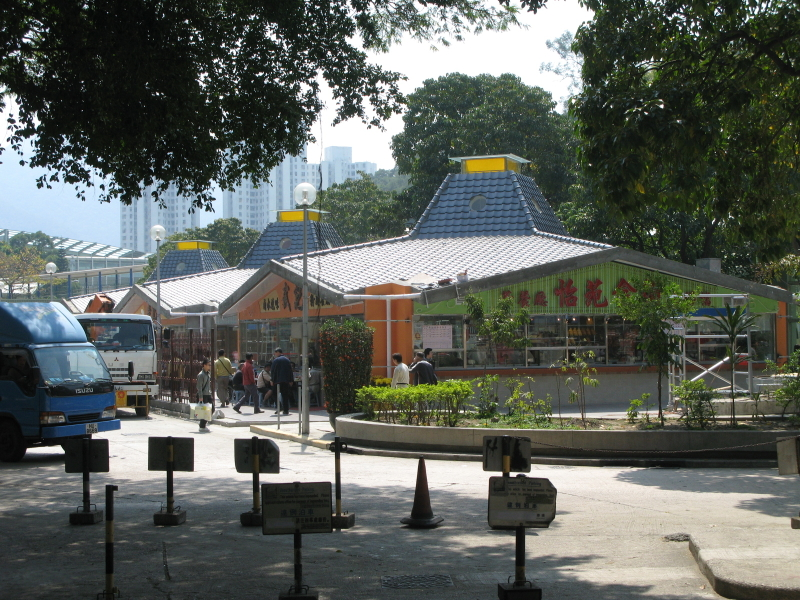
美林熟食冬菇亭（2008年3月）
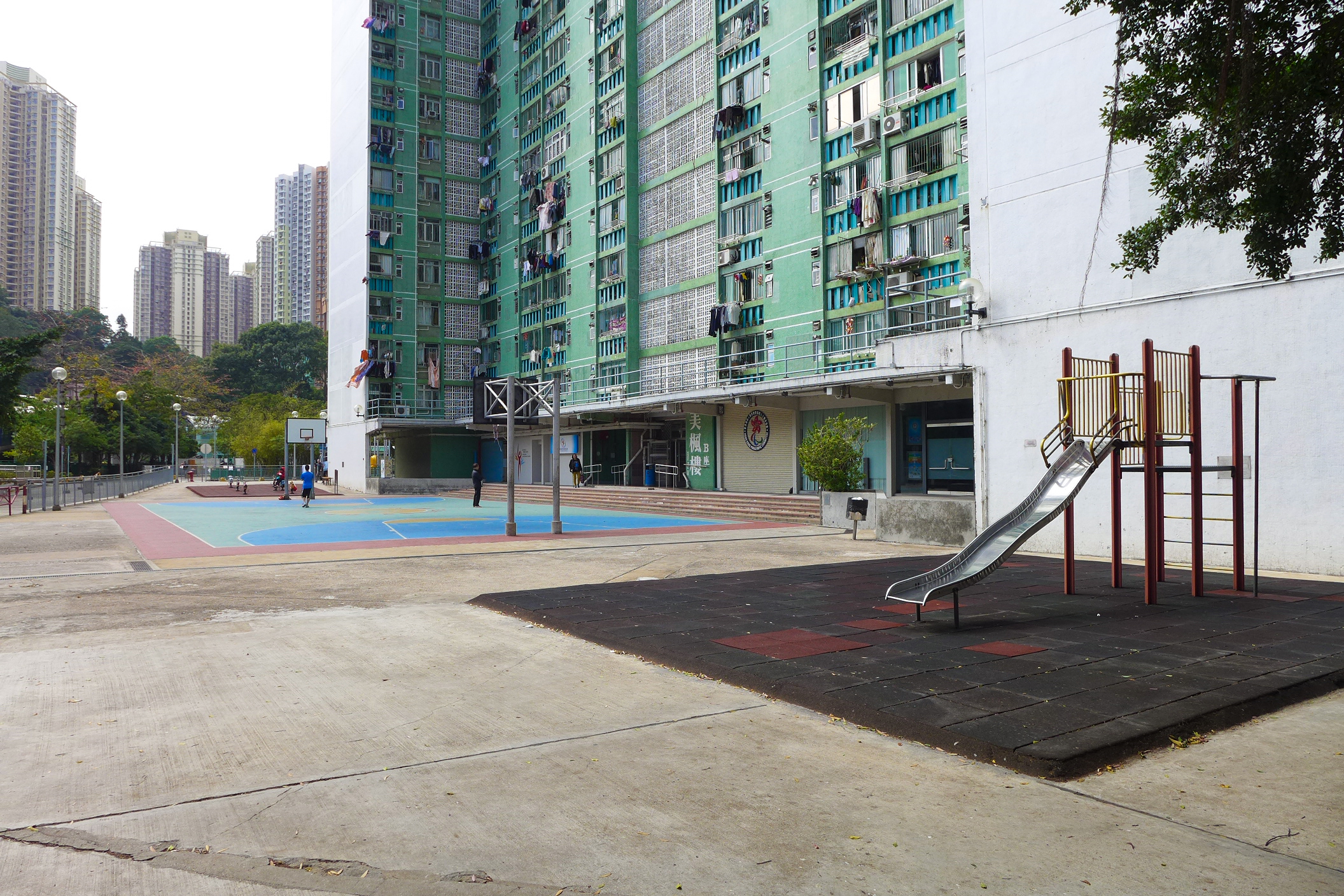
美楓樓對出的籃球場和兒童遊樂場（2017年2月）
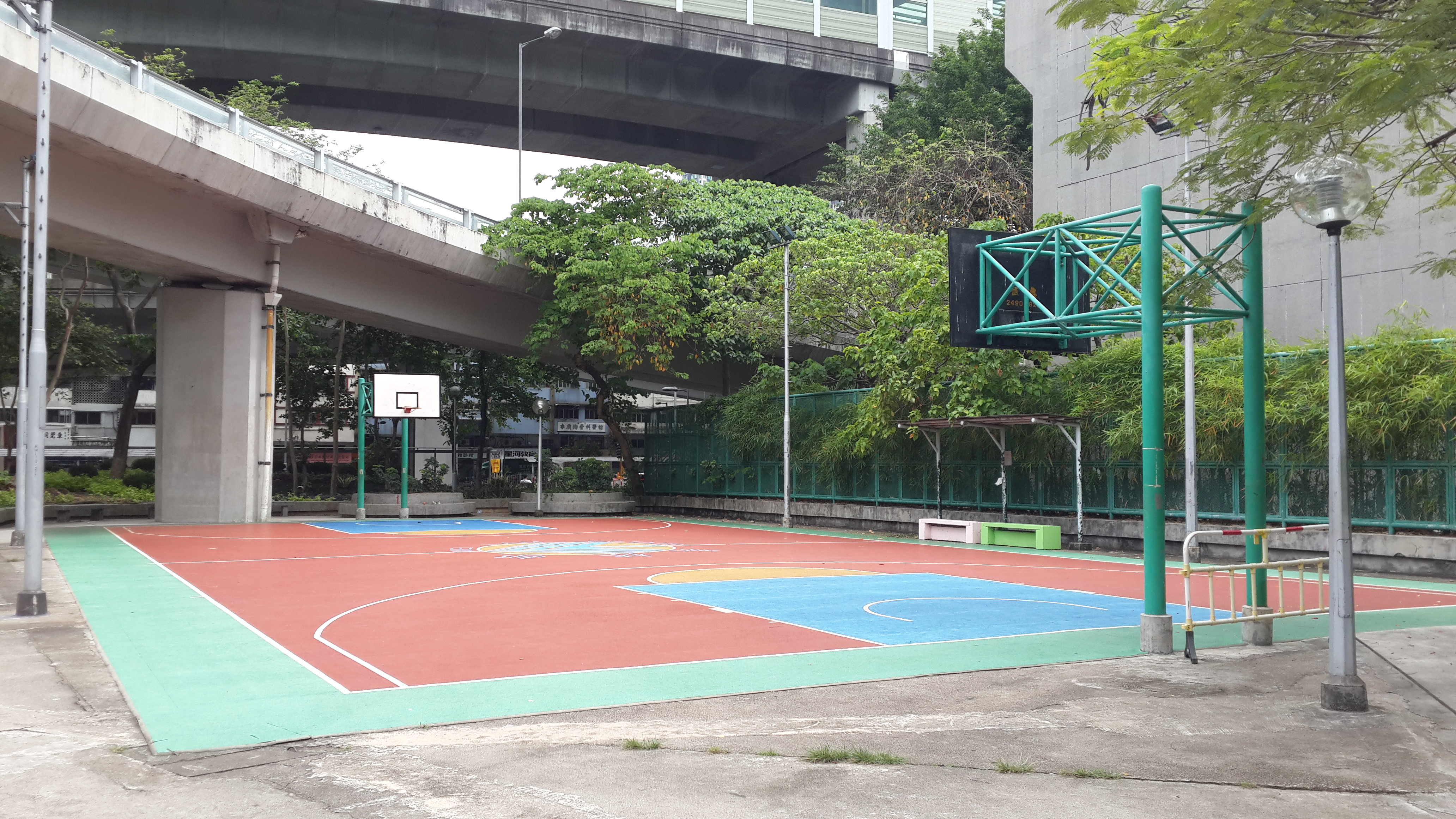
美林邨籃球場（2015年5月）
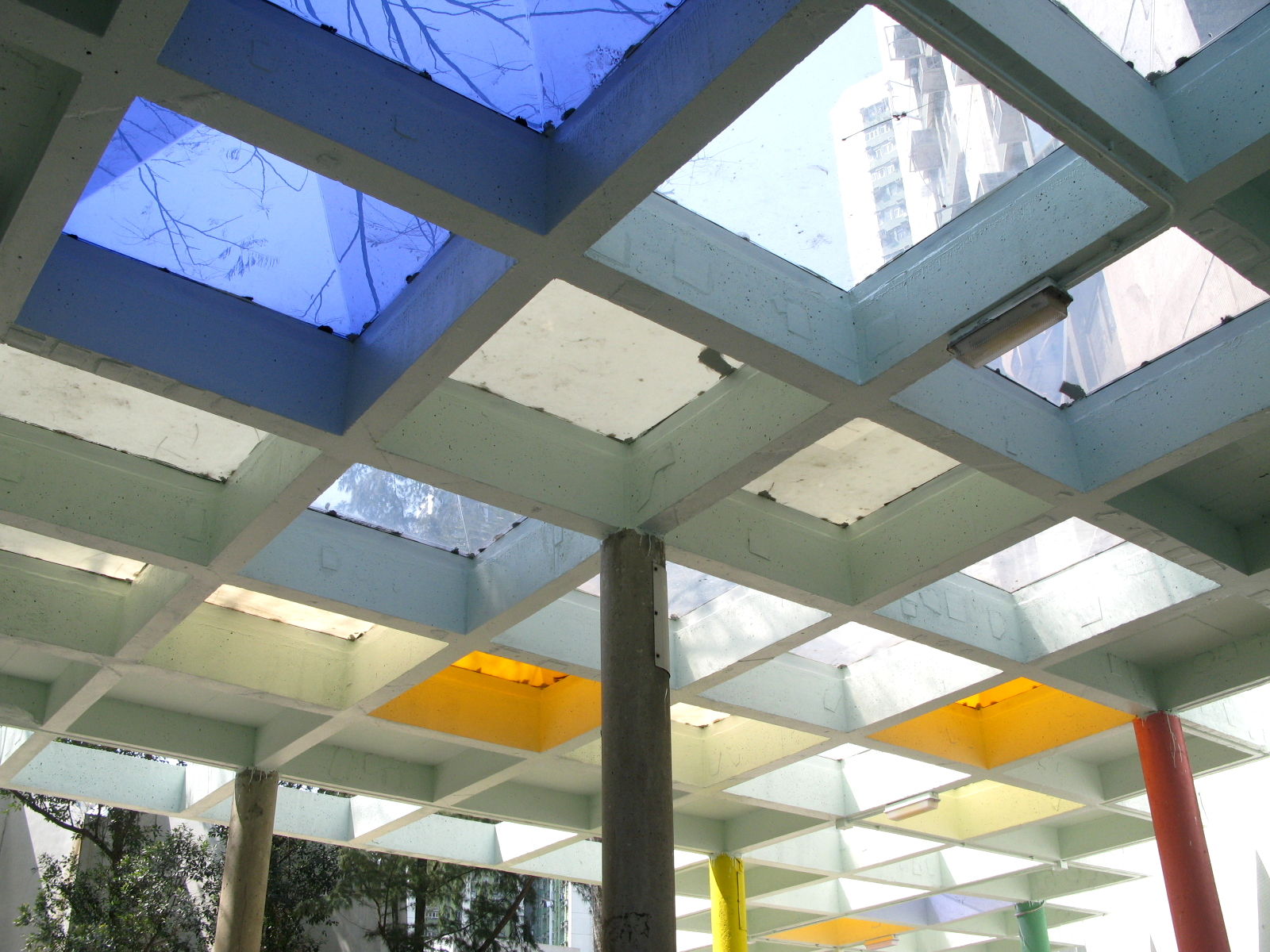
有蓋行人通道特色天花（2008年3月）
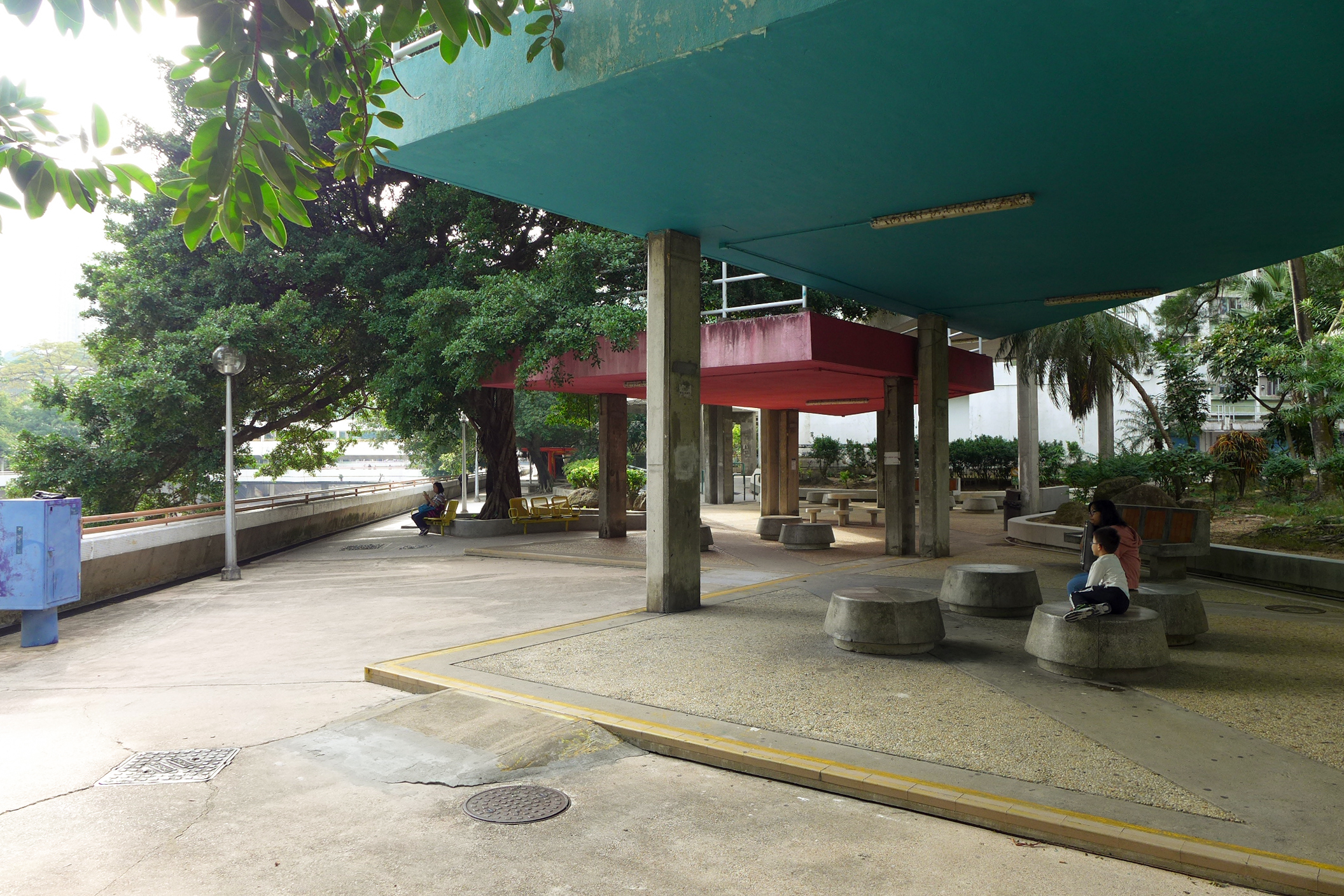
美林邨第2期行人通道（2017年1月）

## 教育設施
香港房屋委員會在興建美林邨時，亦同時於邨內興建了兩間幼稚園、兩間小學及一間中學，分別為：
- 港九街坊婦女會丁孫慧珠幼稚園 （页面存档备份，存于） （1982年創辦）（美林邨美楊樓101-116號地下）
- 循理會美林小學（1982年以沙田公立美林小學名義創校，2006年與循理會白普理基金循理小學下午校合併，並於2010年遷入東華三院譚兆小學舊址，原來校址於2018-2022年成為東華三院蔡榮星小學完工前的臨時校址）
- 佛教黃允畋中學（1981年創辦，1984年遷入現時的永久校舍）

有兩間中學校舍建於美城苑以北，並由建築署興建，惟地段上仍屬美林邨，填寫地址時亦寫「沙田大圍美林邨」：
- 宣道會陳元喜小學 （1984年創辦，至2021年遷入）
- 樂道中學（1989年由何文田遷入）

另外，還有一間幼稚園在美城苑範圍內，為：
- 樂善堂梁泳釗幼稚園 （页面存档备份，存于）（1985年創辦）（美城苑暉城閣地下）

### 已停辦學校
- 東華三院譚兆小學（1984年創辦，2009年被明令殺校）
- 崇蘭中學（1923年創辦，1989年自銅鑼灣遷入，2012年被明令殺校，校舍現為宣道會陳元喜小學）
- 美林邨道光幼稚園 （页面存档备份，存于）（1982年創辦，2025年停辦）（位於美林邨美桃樓地下132及134-144室）

## 交通

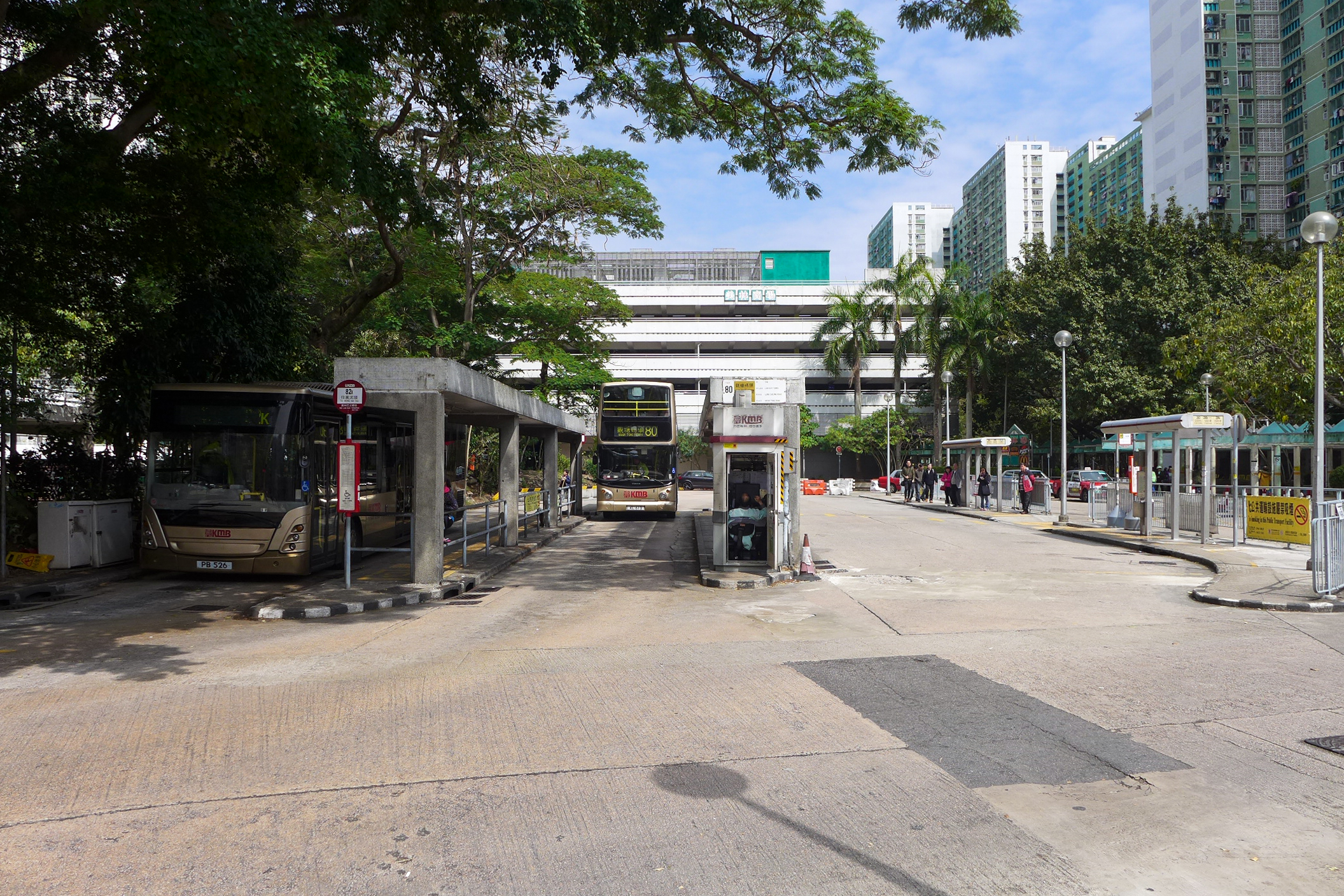
美林巴士總站（2017年2月）

## 區議會議席分布
美林邨屬於沙田區議會的大圍選區，現由民主黨成員吳定霖擔任當區區議員。而在2021年香港立法會選舉地區直選當中，則屬於新界東北（LC10）選區。

### 區議員辦事處
已結業
- 吳定霖議員辦事處：美林邨美楓樓B座152號地下[16][17]

## 事件
- 1983年10月22日中午12時許，一名兩歲半男童與母親途經美林商場惠康超級市場後門時，被滿載汽水的手推車壓死。[18][19]
- 1998年第三季，隨著舊啟德機場搬遷，新香港國際機場開始運作。由於此邨上空為新機場進場著陸航道，美林邨互助委員會擔心飛機噪音滋擾民居，要求民航處更改航道。但民航處進行噪音測試後，證實噪音並沒有超標，最後維持原有航道。
- 在2011年香港區議會選舉期間，選舉管理委員會公開譴責美林邨美楓樓及美桃樓的互助委員會違反指引，只容許民建聯候選人董健莉在互委會的會址展示選舉廣告。選管會收到當屆另一候選人梁永雄投訴，經調查後認為投訴成立，公開譴責上述兩個互助委員會。[20]
- 2015年香港警方誤拘智障人士事件
- 2019年12月20日下午5時許，一名36歲女子由美槐樓高處墮下至地面，途經街坊報警。救援人員接報到場後證實女事主已當場死亡。警方經調查後指出現場沒有檢獲遺書，事件沒有可疑，死因有待驗屍後確定。[21]
- 2020年10月22日上午8時許，一名小學女生抵達東華三院蔡榮星小學門外時，突然被人淋潑油漆，警方正追緝年約35至40歲，身穿黑衫黑褲的五尺五吋高男子的疑兇。現場地下留有橙色油漆，軍裝警員用膠帶圍封，女童送院檢查。校方即時聯絡學生家長，指學生現時狀況良好。東華三院表示，絕不接受任何滋擾行為，對幼小學童受到惡意對待予以嚴厲譴責，希望警方早日緝拿兇徒。[22]
- 2020年12月17日，一名居於美林邨美桃樓62歲女子，因家人初步確診，12月9日獲通知安排檢疫，翌日向家人表示有鼻塞，12月11日家人已未可取得聯絡，至12月12日發現倒斃家中，移送富山殮房後抽樣化驗始確診。[23]美林邨美桃樓大堂內有張貼告示，通知居民大廈岀現確診個案。[24][25]
- 2023年1月6日清晨5時46分，美槐樓26樓一個單位發生奪命火警，消防接報到場灌救，46分鐘後將火救熄，並在起火單位近大門位置發現一具燒焦屍體，證實為15歲少女。火警中共有6人送院，包括少女的母親、母親男友及另外4名街坊，約80名居民分別在消防協助下逃生及自行疏散，消防在場發現助燃劑，認為火警起因有可疑。警方下午在單位內檢走多袋證物，包括一部已燒毀電動單輪車「風火輪」。[26]